# Malá Studená dolina
Die Malá Studená dolina (deutsch Kleines Kohlbachtal, ungarisch Kis-Tarpataki-völgy, polnisch Dolina Małej Zimnej Wody) ist ein Tal in der Slowakei auf der südlichen Seite der Hohen Tatra. Es ist ein etwa viereinhalb Kilometer langes und 5,4 km² großes Tal und die nordwestliche Fortsetzung des Tals Studená dolina (deutsch Kohlbachtal).

## Beschreibung

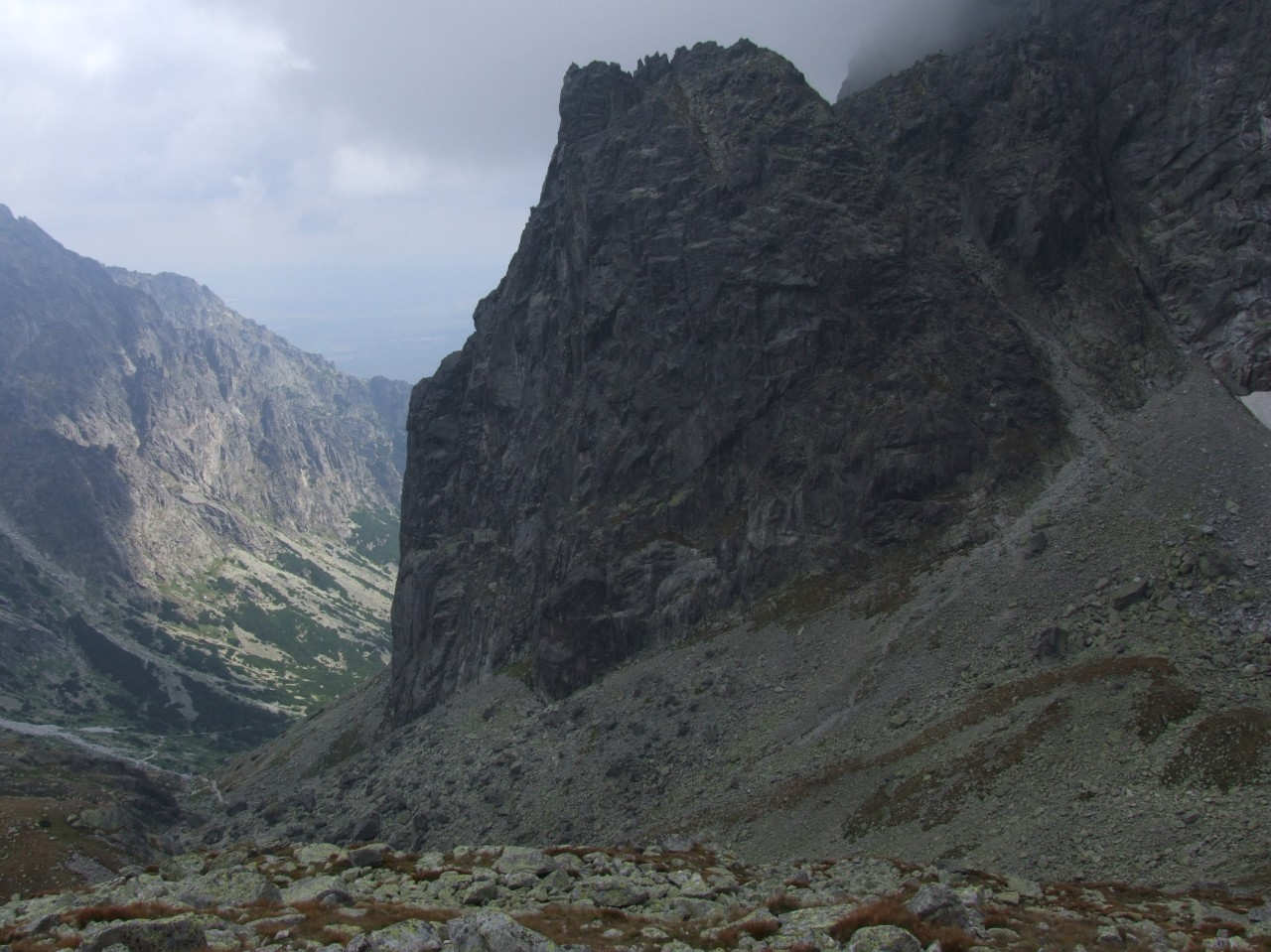
Der Felsturm Žltá stena (Gelbe Wand)

Das Tal beginnt auf einer Höhe von etwa 1300 m n.m. am Zusammenfluss von Malý Studený potok und Veľký Studený potok zum Bach Studený potok (deutsch Kohlbach) und hat mehrere Schwellen. Eine erste Schwelle knapp unterhalb der Waldgrenze zwischen 1330 m n.m. und 1460 m n.m. trägt den Namen Schodíky (deutsch Treppchen), mit dem Wasserfall Obrovský vodopád (deutsch Riesenwasserfall). Die erste Terrasse oberhalb dieser Schwelle, eine bewaldete Weide östlich des Baches, trägt den Namen Malá lomnická záhrada (aus dem polnischen Mały Łomnicky Ogród). Der untere Teil des Tals ist durch einen Moränenwall abgegrenzt, mit der folgenden Terrasse zwischen 1620 m n.m. und 1700 m n.m., die durch Graswuchs, Felssteine und Bergkiefer bedeckt ist, mit den Namen Veľká lomnická záhrada (aus dem polnischen Wielki Łomnicki Ogród). Weiter erhebt sich der ungefähr 200 m hohe Talterrasse mit den Namen Jazerná stena (deutsch Seewand), dort sind der Malý hang (deutsch Kleiner Hang) und Veľký hang (deutsch Großer Hang) unterhalb des Felsturms Žltá stena (deutsch Gelbe Wand) besonders benannt. Ab etwa 2000 m n.m. beginnt der Hochgebirgskessel Kotlina Piatich spišských plies (deutsch Fünfseental), mit dem nordwestlichen Ast Dolinka pod Sedielkom (deutsch Sattelpasstälchen), und dem nordöstlichen Ast Mačací kotol (deutsch Katzenkar). Umrandet wird das Tal durch einige der höchsten Erhebungen der Hohen Tatra, darunter Ľadový štít (2627 m n.m., höchster Berg am Hauptkamm), Pyšný štít (2621 m n.m.) und Lomnický štít (2634 m n.m.).
Das Tal grenzt, getrennt durch den Hauptkamm der Hohen Tatra, mit drei Tälern im Talkomplex von Javorová dolina – Zadná Javorová dolina, Suchá dolina und Čierna Javorová dolina – im Nordwesten und Norden, im Nordosten gelangt man über die Hauptachse des Seitengrats zum Lomnický štít ins Tal Veľká Zmrzlá dolina, im Osten trennt der Seitengrat Lomnický hrebeň (deutsch Lomnitzer Wand) das Tal von der Skalnatá dolina, im Westen grenzt es über den Seitengrat Prostedný hrebeň (deutsch Mittelriegel) an die Veľká Studená dolina.

## Gewässer

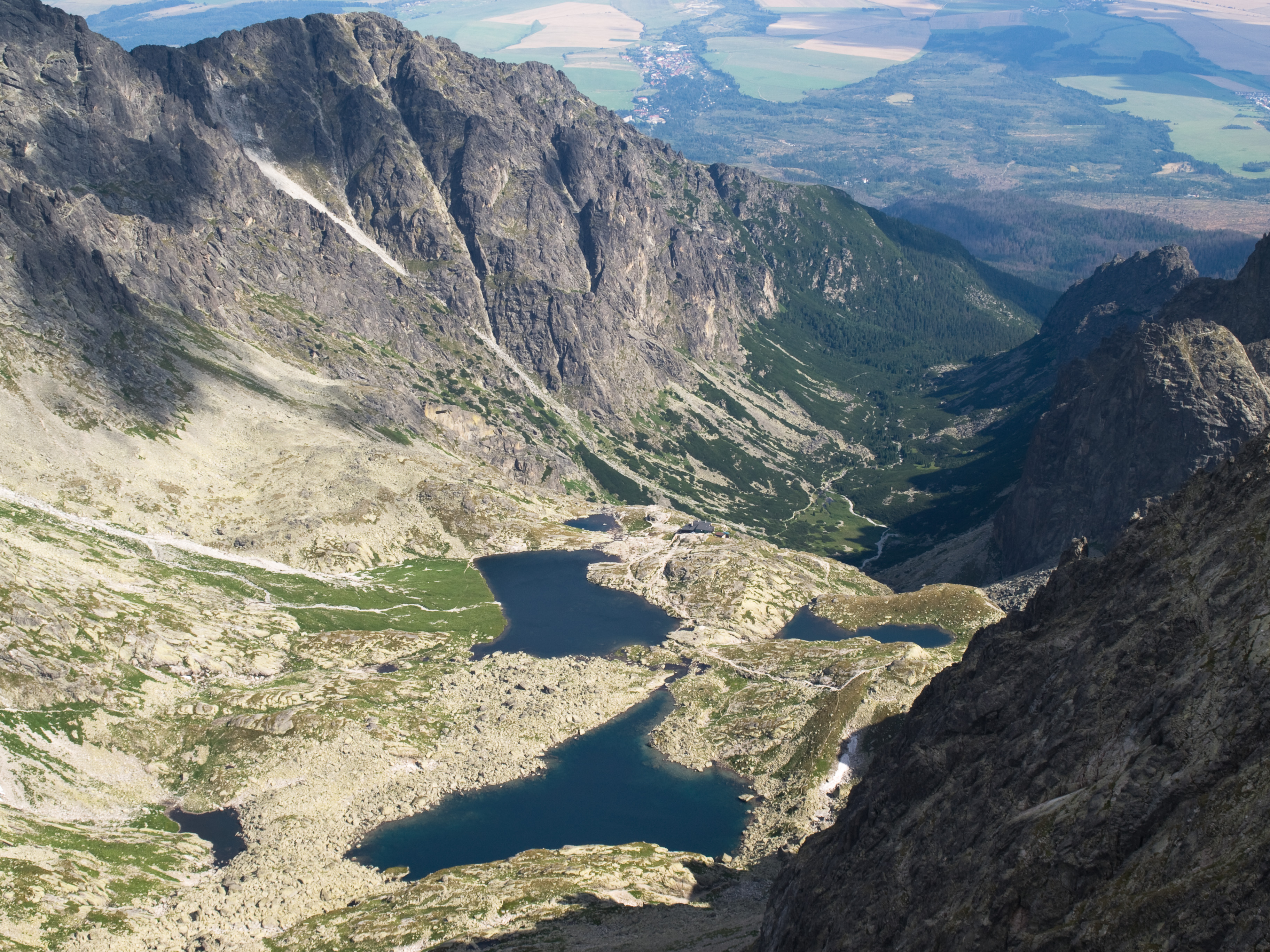
Die Bergseen Päť Spišských plies (Zipser Fünfseen) im oberen Teil des Tals

Das Hauptfließgewässer ist der Bach Malý Studený potok (deutsch Kleiner Kohlbach). In der höchsten Talstufe befinden sich mehrere Bergseen, die größte Gruppe bilden die Päť spišských plies (deutsch Zipser Fünfseen) mit folgenden Einzelbezeichnungen: Malé Spišské pleso (Kleiner See) Prostredné Spišské pleso (Mittlerer See), Veľké Spišské pleso (Großer See), Vyšné Spišské pleso (Oberer See) und Nižné Spišské pleso (Unterer See). Dazu kommen die noch höher gelegenen See Modré pleso (Blaues Seelein) und Baranie pliesko (Téry-Seelein).

## Name
Wegen der kleineren Fläche und einfacherer Topographie im Vergleich mit dem westlichen Pendant, der Veľká Studená dolina (deutsch Großes Kohlbachtal), trägt das Tal das Attribut Malá (deutsch klein).
Im Zipserdeutschen Dialekt wurden „Kahlbach“ als Kohlbach und „Kahlbachtal“ als „Kohlbachtal“ ausgesprochen und die Namen wurden in dieser Form an Fremdenführer weitergegeben.

## Tourismus

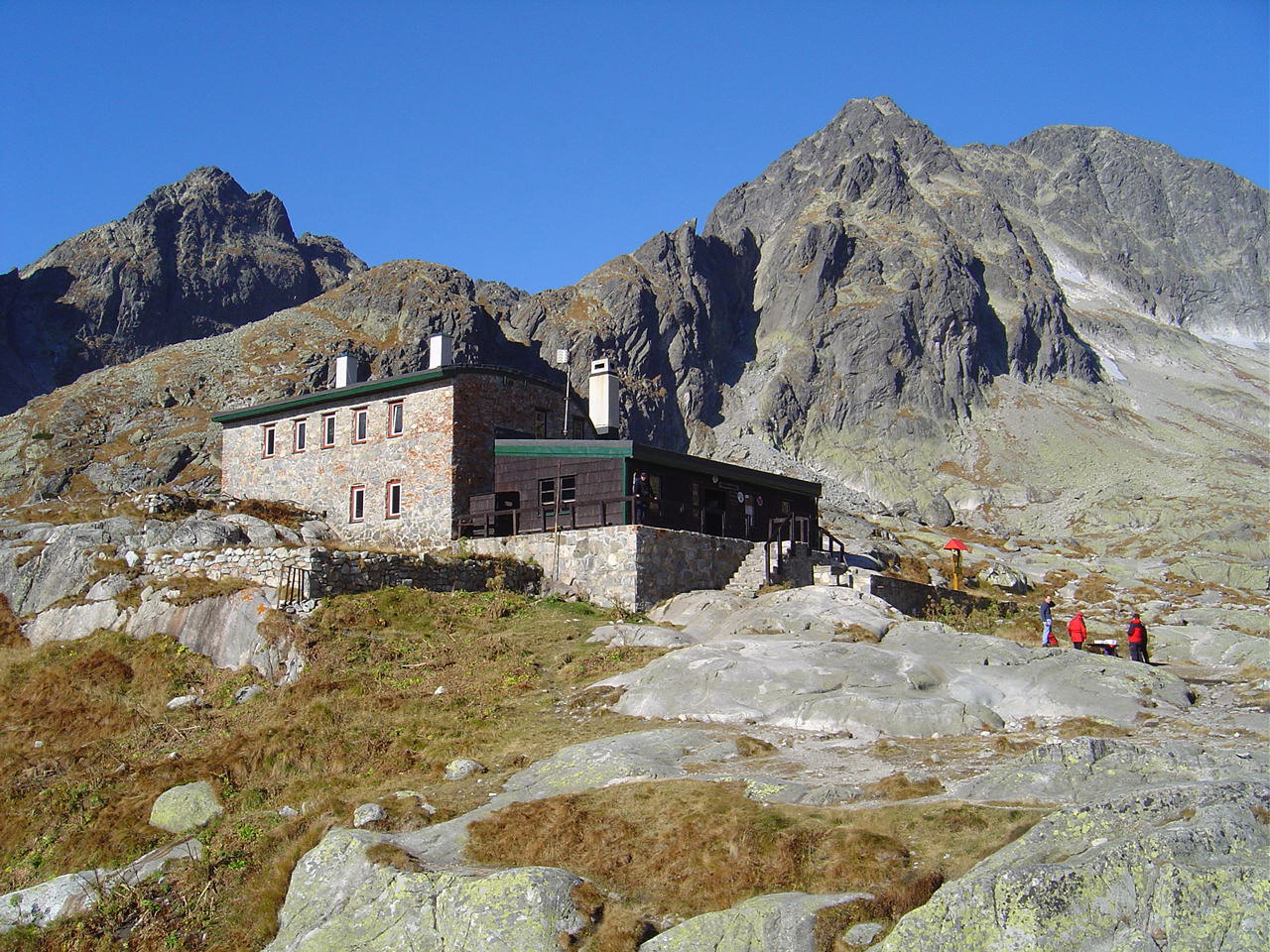
Die Téryho chata unter den Bergen Malý Ľadový štít (links) und Ľadový štít (rechts)

Die Malá Studená dolina ist eines der meistbesuchten Täler der slowakischen Hohen Tatra. Am unteren Ende verläuft der rot markierter Wanderweg Tatranská magistrála auf der Teilstrecke zwischen Hrebienok und Skalnaté pleso. Am Abzweig nahe der Hütte Zamkovského chata beginnt ein grün markierter Wanderweg, der das Tal erschließt, zuerst mit gemäßigter, ab Veľký hang beträchtlicher Steigung bis zur Berghütte Téryho chata. Der Weg führt weiter zum Sattel Sedielko, mit dem Ende in Tatranská Javorina. Bei der Téryho chata beginnt ein gelb markierter Wanderweg zum Sattel Priečne sedlo ins Tal Veľká Studená dolina, zur Berghütte Zbojnícka chata.